# Marie Defrère
 (mars 2021).
Marie Defrère, morte en 1971, liégeoise d'origine, est reconnue comme Juste parmi les nations depuis 1997.

## Biographie
A Sclessin, pendant la Seconde Guerre mondiale, Marie Defrère et son mari cachent une petite fille juive de 8 ans, prénommée Rivka Knopf. Grâce au couple Defrère, Rivka Knopf et sa mère parviennent à échapper à la déportation dans les camps d’extermination nazis. En 1942, lorsque les Nazis arrêtent massivement la population juive, Rivka Knopf est alors âgée de huit ans et se voit dans l'obligation de fuir son domicile de la rue Lairesse et est recueillie chez les époux Clément et Marie Defrère à Sclessin alors que sa maman est temporairement hébergée par leurs voisins, les époux Crollaer. Les Crollaer n'ont malheureusement pas échappé au régime puisqu'ils ont été dénoncés par les rexistes et déportés. Après cette enfance mouvementée dans la cité ardente, l'ex-Liégeoise Rivka Knopf s'est installée en Palestine depuis 1946. 
En 1997, à la demande de Rivka Knopf, l'Institut Yad Vashem reconnaît Marie Defrère et son mari comme Juste parmi les nations (dossier n°7610). La Ville de Liège, représentée par son bourgmestre, reçoit les médailles honorifiques des mains de l'ambassadeur d'Israël le 26 octobre 1998. 
Marie Defrère est décédée en 1971.
Depuis 2020, la Ville de Liège a entamé un processus de féminisation des noms de rues. En lien avec le chantier du Tram, une des nouvelles rue portera le nom de Marie Defrère en l'honneur de cette héroïne (la voirie d'accès au nouveau pont des Modeleurs à Sclessin).